# Staged
Staged est une série télévisée humoristique britannique créée en juin 2020 sur BBC One pendant le confinement de la pandémie COVID-19. La production des épisodes utilise principalement la visioconférence, la série comporte trois saisons.

## Synopsis
Michael Sheen et David Tennant  jouent des versions fictionnelles d'eux-mêmes, qui essaient de répéter la pièce Six personnages en quête d'auteur de Luigi Pirandello, pendant le confinement,.

## Distribution

### Casting principal
- Michael Sheen : lui-même, le petit ami de Anna
- David Tennant : lui-même, le mari de Georgia
- Simon Evans (director) (en) : lui-même, le directeur de la pièce, le frère de Lucy
- Georgia Tennant : elle-même, la femme de David
- Anna Lundberg : elle-même, la petite amie de Michael
- Lucy Eaton : elle-même, la sœur de Simon

### Invités
- Nina Sosanya : Jo, qui finance la pièce/Elle-même
- Rebecca Gage : Janine, l'assistante de Jo (voix uniquement)
- Samuel L. Jackson : lui-même
- Adrian Lester : lui-même
- Judi Dench : elle-même
- Whoopi Goldberg : Mary, agent de Michael et David
- Ben Schwartz : Tom, assistant de Mary
- Romesh Ranganathan : lui-même
- Michael Palin : lui-même
- Nick Frost : lui-même
- Simon Pegg : lui-même
- Christoph Waltz : lui-même
- Ewan McGregor : lui-même
- Hugh Bonneville : lui-même
- Ken Jeong : lui-même
- Jim Parsons : lui-même
- Josh Gad : lui-même
- Phoebe Waller-Bridge : elle-même
- Cate Blanchett : elle-même
- Neil Gaiman : lui-même
- Peter De Jersey : Dominic, interviewer
- Jim Broadbent : lui-même
- Ebony Aboagye : Charlie, documentariste
- Ty Tennant : lui-même
- Lily Mo Sheen : elle-même
- Olivia Colman : elle-même
- Hari Mackinnon : lui-même

## Épisodes
| Saison 1 Titre                 | Réalisé par | Date de diffusion originale |
| Cachu Hwch                     | Simon Evans | 10 juin 2020                |
| Up To No Good                  | Simon Evans | 10 juin 2020                |
| Who The F#!k is Michael Sheen? | Simon Evans | 17 juin 2020                |
| Bara Brith                     | Simon Evans | 17 juin 2020                |
| Ulysses                        | Simon Evans | 24 juin 2020                |
| The Cookie Jar                 | Simon Evans | 24 juin 2020                |

L'émission est sortie aux États-Unis via le service de streaming Hulu le 16 septembre 2020.
| Saison 2 Titre                       | Réalisé par | Date de diffusion originale |
| Saddle Up Sheen                      | Simon Evans | 4 janvier 2021              |
| Long Time, No See                    | Simon Evans | 5 janvier 2021              |
| The Dirty Mochyns?                   | Simon Evans | 11 janvier 2021             |
| Woofty Doofty, David                 | Simon Evans | 12 janvier 2021             |
| The Warthog and the Mongoose, Part 1 | Simon Evans | 18 janvier 2021             |
| The Warthog and the Mongoose, Part 2 | Simon Evans | 19 janvier 2021             |
| The Loo Recluse                      | Simon Evans | 25 janvier 2021             |
| Until They Get Home                  | Simon Evans | 26 janvier 2021             |

| Épisodes spéciaux Titre                           | Réalisé par | Date de diffusion originale |
| Red Nose Day Comic Relief 2021 - Staged           | Simon Evans | 19 mars 2021                |
| Happy New Year from David Tennant & Michael Sheen | Simon Evans | 31 décembre 2021            |

| Saison 3 Titre      | Réalisé par | Date de diffusion originale |
| Is There A Version? | Simon Evans | 24 novembre 2022            |
| Who's Playing Who?  | Simon Evans | 24 novembre 2022            |
| Past                | Simon Evans | 24 novembre 2022            |
| Present             | Simon Evans | 24 novembre 2022            |
| Future              | Simon Evans | 24 novembre 2022            |
| Knock, Knock        | Simon Evans | 24 novembre 2022            |

## Réception critique
Louis Chilton, dans The Independent, attribue quatre étoiles à Staged qu'il décrit comme « une distraction bienvenue, le portrait très agréable à voir de deux artistes en enfants égoïstes et irritables ». Anna Leszkiewicz, pour le New Statesman, a déclaré que c'était « charmant : absurdement idiot, d'une manière tranquille et sobre ». Gabriel Tate, qui a fait la critique de Staged pour Metro, a dit que « Sheen et Tennant partageaient une chaleur et une volonté de se payer chacun la tête de l'autre qui semblaient parfaitement spontanées ». Fergus Morgan, écrivant dans The Stage, a décerné cinq étoiles à la production et a déclaré : « Tennant et Sheen sont excellents, de façon constante, même lorsqu'ils jouent leur propre personnage sur leur propre ordinateur portable. Ici, rejoints par Evans et par leurs vraies épouses - les actrices Georgia Tennant et Anna Lundberg - ils sont en pleine forme, crépitant de chimie sarcastique. Tout cela est un régal. »